# 香川熊太郎
香川 熊太郎（かがわ くまたろう、慶応2年7月30日（1866年9月8日） - 1945年（昭和20年）10月12日）は、明治から昭和時代前期の政治家、実業家。愛媛県松山市長。

## 経歴・人物
愛媛県久米郡平井谷村今吉（現・松山市平井町）にて農家の長男として生まれる。温泉郡小野村会議員、小野村耕地整理組合長、温泉郡会議員などを経て、1910年（明治43年）伊予米穀取引所専務理事、1920年（大正9年）同取引所理事長に就任。
ついで、松山市瓦斯会社社長に就任。同社の再建に尽力し、映画館経営、織物業など幅広く事業を手掛ける。その後、松山奥丁会議所副会頭を経て、1925年（大正14年）成田栄信と岩崎一高ら政友会県支部幹部の対立で傾きかけた海南新聞の社長に就任し、紙面刷新に努めた。
1931年（昭和6年）11月6日、松山市長に就任し、人事の刷新、市立工業学校の県立移管、小学校整理、塵芥焼却場の改築などに尽力する。しかし任期途中の1933年（昭和8年）2月に病気を理由に退官する。退官後は、国民政党明倫会県支部長を経て、1941年（昭和16年）戦時統合で一県一紙の愛媛合同新聞が誕生すると、その初代社長に就任した。